# Souvenirs, Souvenirs (film)
Pour les articles homonymes, voir Souvenirs, Souvenirs.
Pour plus de détails, voir Fiche technique et Distribution.
Souvenirs, Souvenirs est un film français d'Ariel Zeitoun sorti en 1984.
Le film emprunte son titre à la chanson Souvenirs, Souvenirs de Johnny Hallyday, créée en 1960.

## Synopsis
À Paris en 1962, un jeune homme tente de se faire un nom comme chanteur à la mode.
Paris, 1962, le destin croisé de deux frères.
Antoine, le plus jeune des deux, partage sa vie entre ses amis et le lycée. Régo, l'aîné, revient de la guerre d'Algérie. Ex-chanteur-compositeur, il souhaite reprendre et percer dans la chanson.
Le film retrace la destinée, sur quelques mois, de ces deux frères. Antoine convoite le permis de conduire, se livre à quelques « mauvais coups », et tombe amoureux de sa professeur de musique (Gabrielle Lazure). Régo, lui, trouve un manager de poids (Marlène Jobert) qui l'aidera à remonter sur scène et affronter Firmani (Claude Brasseur).
Le tout sur une bande son  sixties, avec notamment des chansons de Johnny Hallyday, Sheila, des Platters, de Bill Haley, des groupes Les Apaches, Les Surfs, Les Vagabonds, parmi d'autres...

## Fiche technique
- Réalisé par Ariel Zeitoun, assisté de Régis Wargnier et Bruno François-Boucher
- Scénario de Ariel Zeitoun & Daniel Saint-Hamont
- Année de production : 1984
- Date de sortie : 19 septembre 1984
- Durée : 123 minutes
- Son : Bernard Leroux, Guillaume Sciama et Claude Villand
- Edition VHS : 1987
- Ce film n'a jamais été édité en DVD
- BOF : Souvenirs, Souvenirs

## Distribution
- Christophe Malavoy : Rego Boccara / John B. Cutton
- Gabrielle Lazure : Hélène Demeuze
- Philippe Noiret : le proviseur
- Annie Girardot : Emma Boccara
- Jean Benguigui : Samuel
- Pierre-Loup Rajot : Antoine Boccara
- Marlène Jobert : Nadia
- Claude Brasseur : Firmani
- Paul Blain : Étienne
- Philippe Geoffray : Claude
- Jean-Claude Dauphin : Jean-Michel
- Philippe Laudenbach : Fressynet
- Michel Creton : Christian
- Fabienne Babe : Francine
- Sophie Carle : Muriel
- Régis Wargnier : l'examinateur
- Pascal Héni : Gino
- Catherine Jacob : la préposée des Postes
- Jean-Noël Brouté : un lycéen
- Thomas Badek : un lycéen
- Xavier Durringer : un lycéen
- Les Vagabonds : Ector et les Rabots

## Distinctions
- 1985 : César du meilleur espoir masculin pour Pierre-Loup Rajot
- 1985 : Nomination au César de la meilleure première œuvre